# Pierre d'Estaing
Pierre d'Estaing, né en 1320 à Estaing (au château d'Estaing dans le Rouergue) et mort en 1377 à Rome, est un ecclésiastique français. Il fut évêque de Saint-Flour, puis archevêque de Bourges et enfin élevé au rang de cardinal.

## Biographie
Pierre d'Estaing naît dans le château familial en 1320, fils de Guillaume III et d'Esmengarde de Peyre. Il prend l'habit bénédictin à l'abbaye Sainte-Foy de Conques, puis devient moine profès de l'abbaye Saint-Victor de Marseille. Il obtient ainsi un doctorat en droit.
Il obtient alors plusieurs magistères. Il est ainsi prieur du monastère de Saint-Genies-d'Olt (Rouergue), professeur ès décret à Montpellier. Il est également procureur et prieur du monastère Sainte-Foy de Columbiers (diocèse de Meaux) avec dispense d'y résider. Enfin il est prieur du monastère de La Canourgue (Gévaudan), non loin de son Rouergue natal.
Le 19 novembre 1361, il est élu évêque de Saint-Flour. Il fait construire l'église Notre-Dame-de-la-Nativité à Villedieu, où il établit en 1363 un chapitre de six chanoines. Il reste à Saint-Flour jusqu'au 13 avril 1368, date à laquelle il devient l'archevêque métropolitain de Bourges.
Le 7 juin 1370, le pape Urbain V créé deux nouveaux cardinaux, peu avant de quitter Rome. L'évêque de Volterra puis Florence, Pietro Corsini est créé cardinal-prêtre au titre de Saint-Laurent in Damaso. Quant à Pierre d'Estaing, il devient cardinal-prêtre au titre de Sainte-Marie-du-Trastevere. Cette même année 1370, il est avec Anglic de Grimoard en mission en Italie. Il n'est donc pas présent lors du conclave de 1370. Le successeur d'Urbain V, Grégoire XI, le nomme légat en Italie, et il établit sa résidence à Bologne de juillet 1371 à mars 1374. Il devient cardinal-évêque d'Ostie et Velletri en 1373.
Il meurt à Rome le 18 ou le 25 novembre 1377 où il est enterré.